# Distretto di Huacachi
Il distretto di Huacachi è un distretto del Perù nella provincia di Huari (regione di Ancash) con 2.111 abitanti al censimento 2007 dei quali 829 urbani e 1.282 rurali.
È stato istituito il 14 ottobre 1901.